# St-Jean-Baptiste (Nemours)

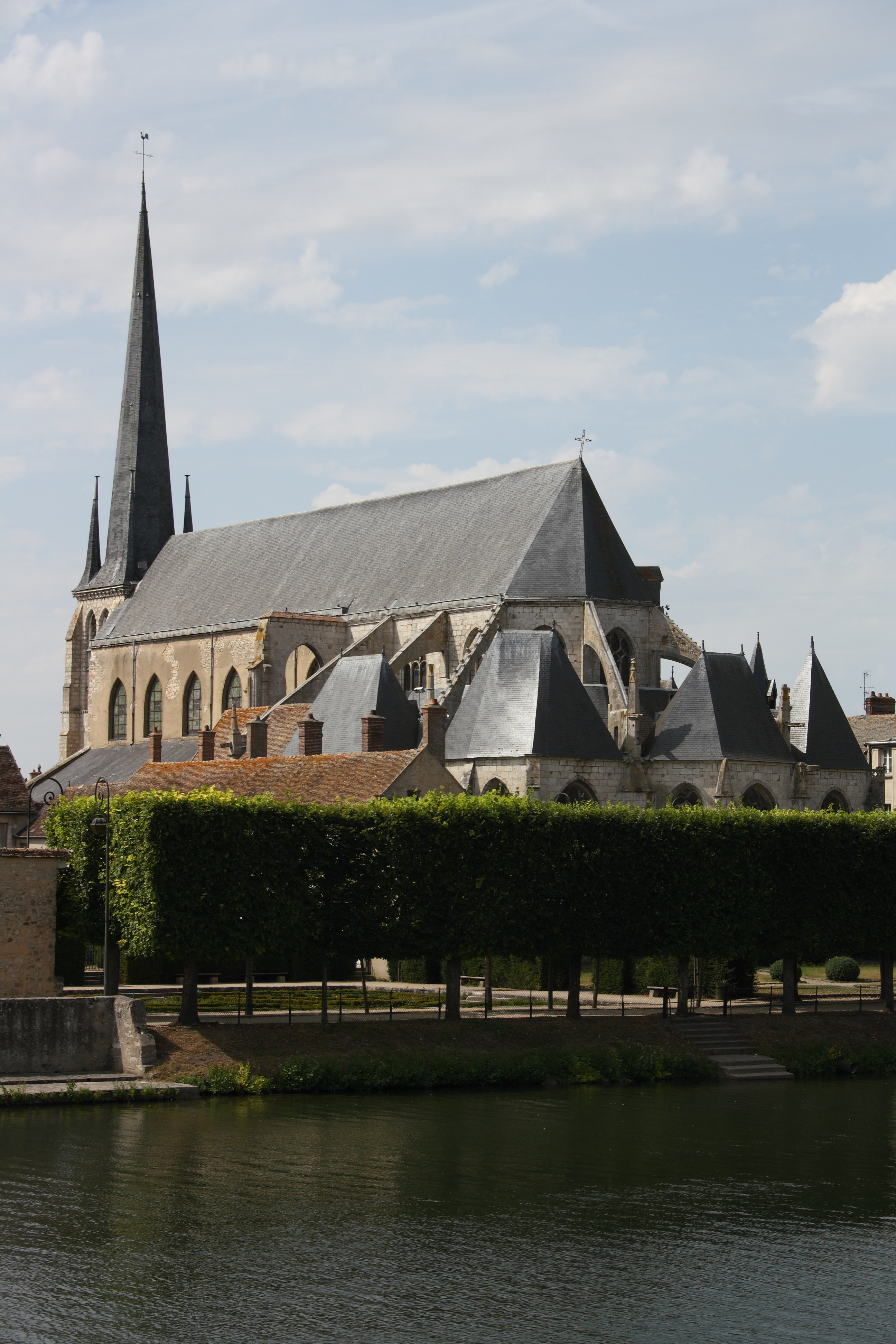
Pfarrkirche Saint-Jean-Baptiste

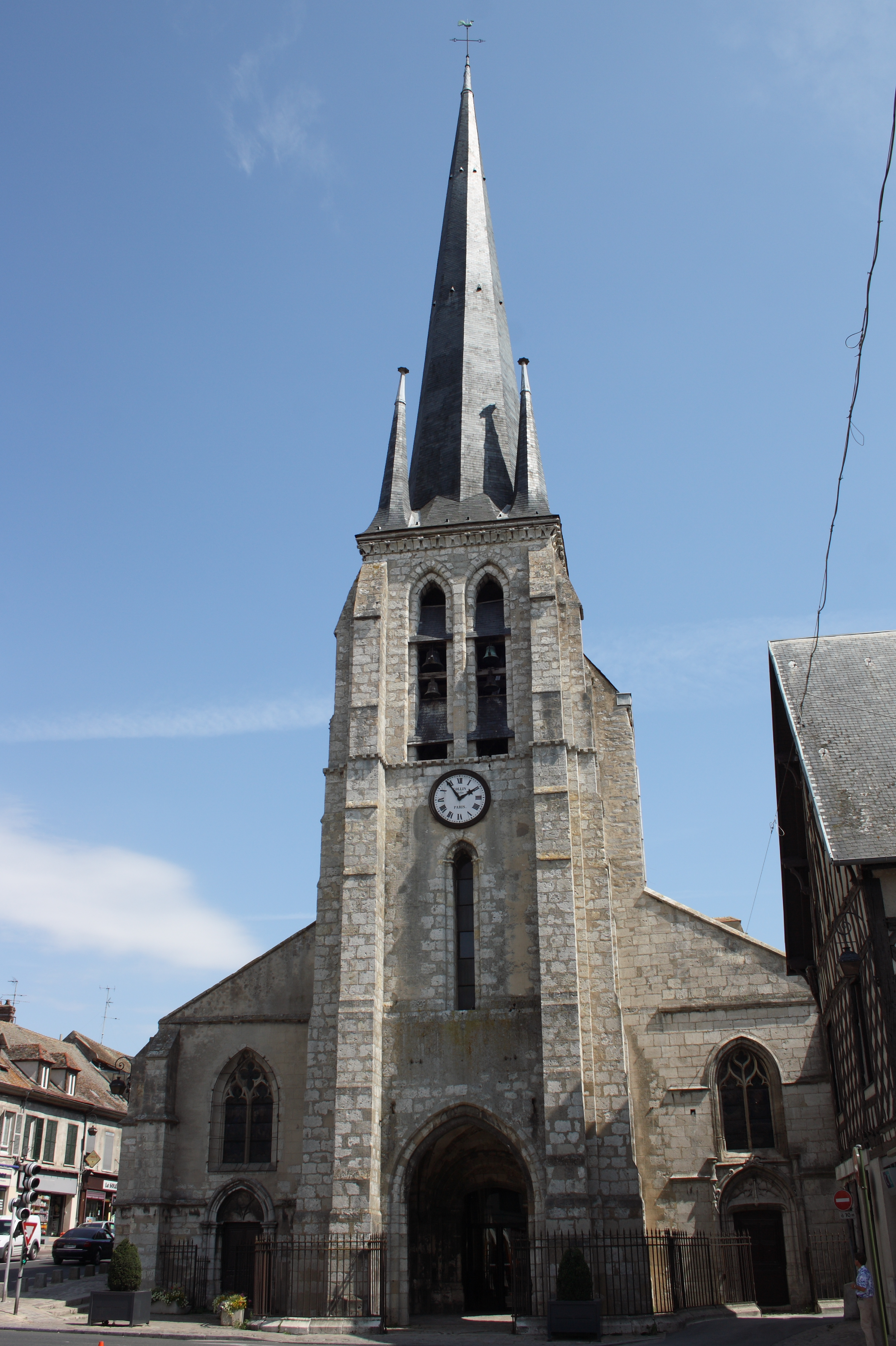
Glockenturm mit Portalvorhalle

Die katholische Pfarrkirche Saint-Jean-Baptiste in Nemours, einer Gemeinde im Département Seine-et-Marne in der französischen Region Île-de-France, wurde ab dem 12. Jahrhundert in drei Bauphasen errichtet. In der Kirche sind zwei Bleiglasfenster aus der Renaissance erhalten. 1977 wurde die Johannes dem Täufer geweihte Kirche als Monument historique in die Liste der Baudenkmäler in Frankreich aufgenommen.

## Geschichte

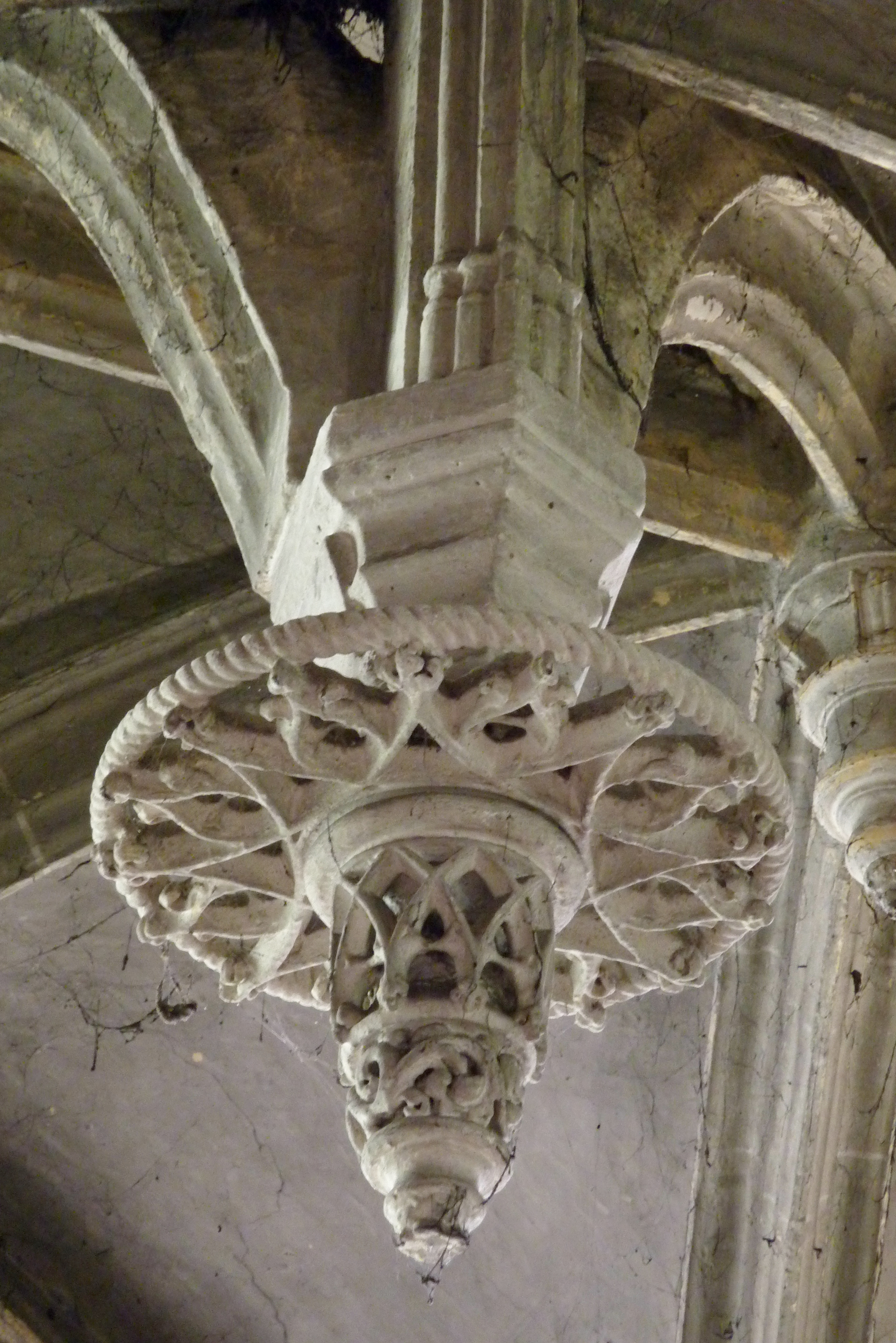
Abhängling im Chorgewölbe

Nach seiner Rückkehr vom Zweiten Kreuzzug ließ Gaulthier I. von Nemours um 1149 in Nemours auf seinen Ländereien Augustinermönche aus Sebaste ansiedeln, die nach der Legende eine Reliquie des Johannes des Täufers mit sich führten. Sie erbauten ab 1170 im Norden ihrer Klostergebäude eine Kirche, von der heute nur noch der Glockenturm mit der Portalvorhalle erhalten ist. Diese erste, im Stil der Gotik errichtete Kirche fiel vermutlich einem großen Brand zu Beginn des 15. Jahrhunderts zum Opfer und wurde ab 1445 wieder aufgebaut. Der Chor mit seinem Kreuzrippengewölbe und seinen imposanten Schlusssteinen wurde ab 1513 im Stil der Renaissance errichtet, das Langhaus entstand ab 1548. 1595 fand die Weihe der Kirche statt.
Im 17. Jahrhundert wurde das Kirchenschiff erhöht, 1640 erhielt es das heutige Gewölbe, das von Rippen aus Kastanienholz getragen wird. Während der Französischen Revolution wurde ein großer Teil des ursprünglichen Mobiliars zerstört. Bereits 1841 wurde die Kirche in die Liste der französischen Baudenkmäler aufgenommen, 1894 jedoch wieder entfernt. 1977 wurde die Kirche erneut zum Monument historique erklärt.

## Architektur
An der Westfassade erhebt sich der fast 60 Meter hohe Glockenturm, der von einem schiefergedeckten Spitzhelm bekrönt wird. Unter dem Glockenturm öffnen sich auf drei Seiten Spitzbögen zur Portalvorhalle, die noch aus dem 12. Jahrhundert stammt. Sie wird von einem Kreuzrippengewölbe überspannt, dessen Rippen auf Konsolen aufliegen, die mit Köpfen skulptiert sind. Das Chorhaupt wird von drei Kranzkapellen mit polygonalem Grundriss gebildet. Das 58 Meter lange und 20 Meter breite Langhaus ist dreischiffig, ein Querhaus gibt es nicht.

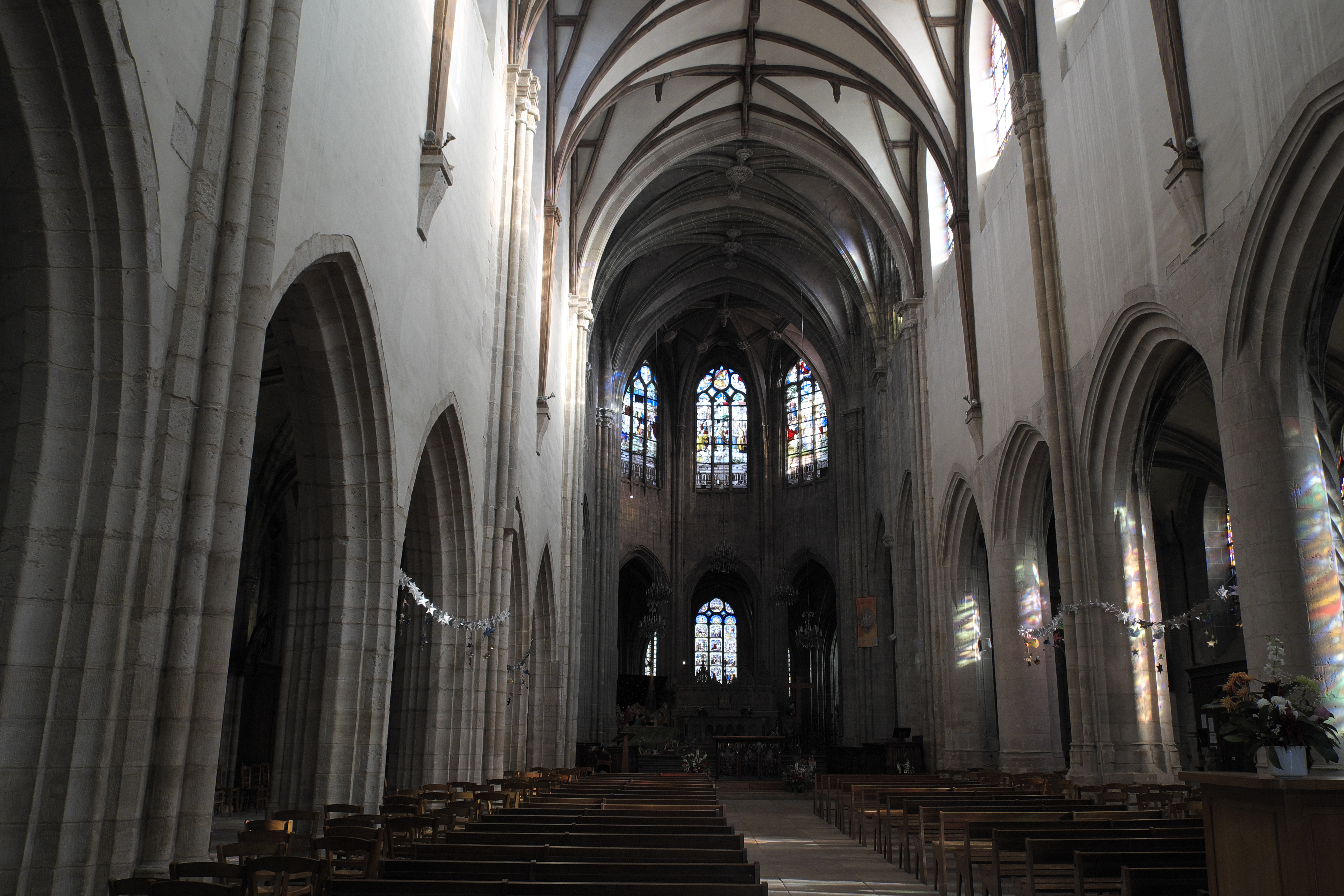
Innenraum
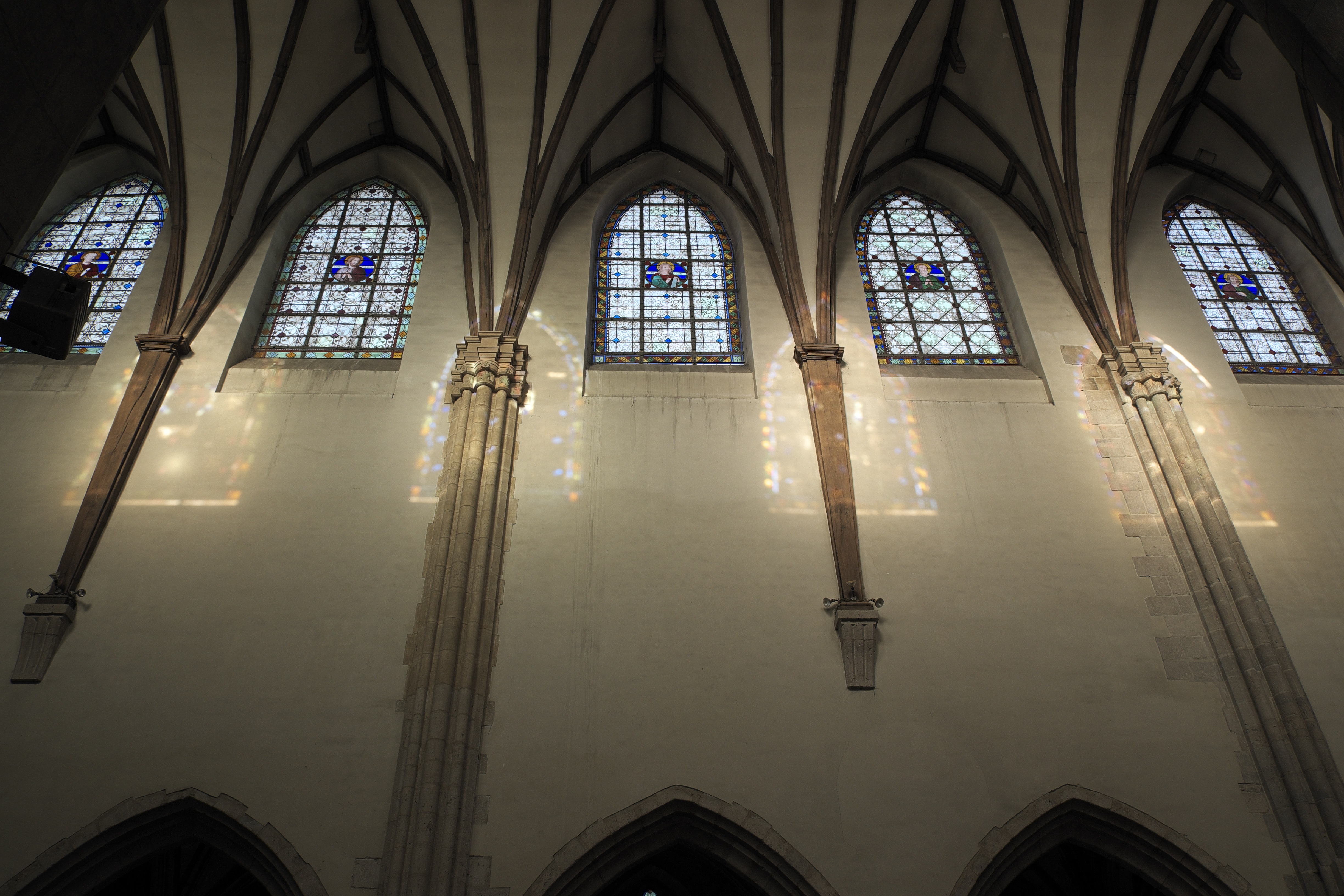
Mittelschiff
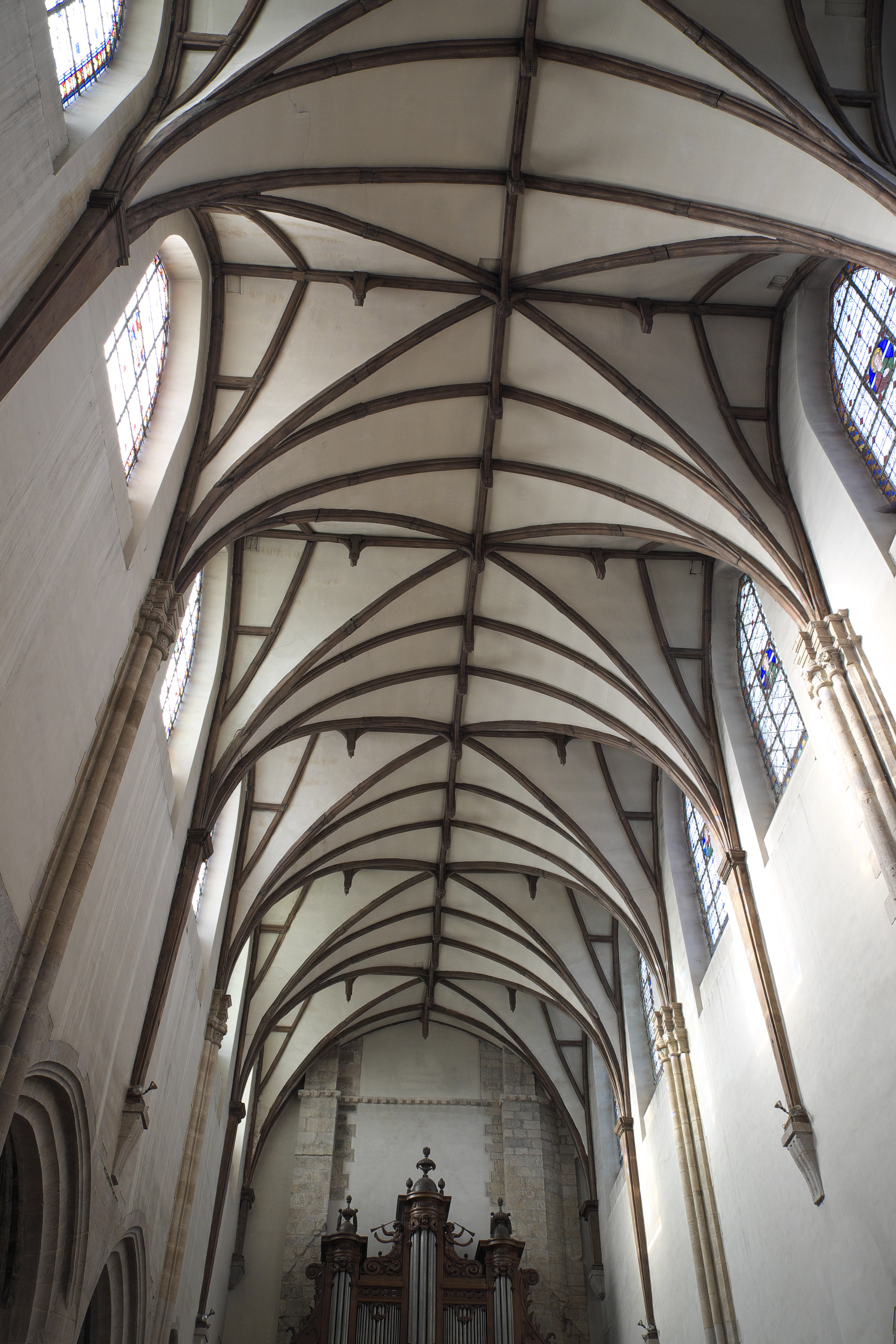
Gewölbe des Langhauses

## Bleiglasfenster

### Renaissancefenster

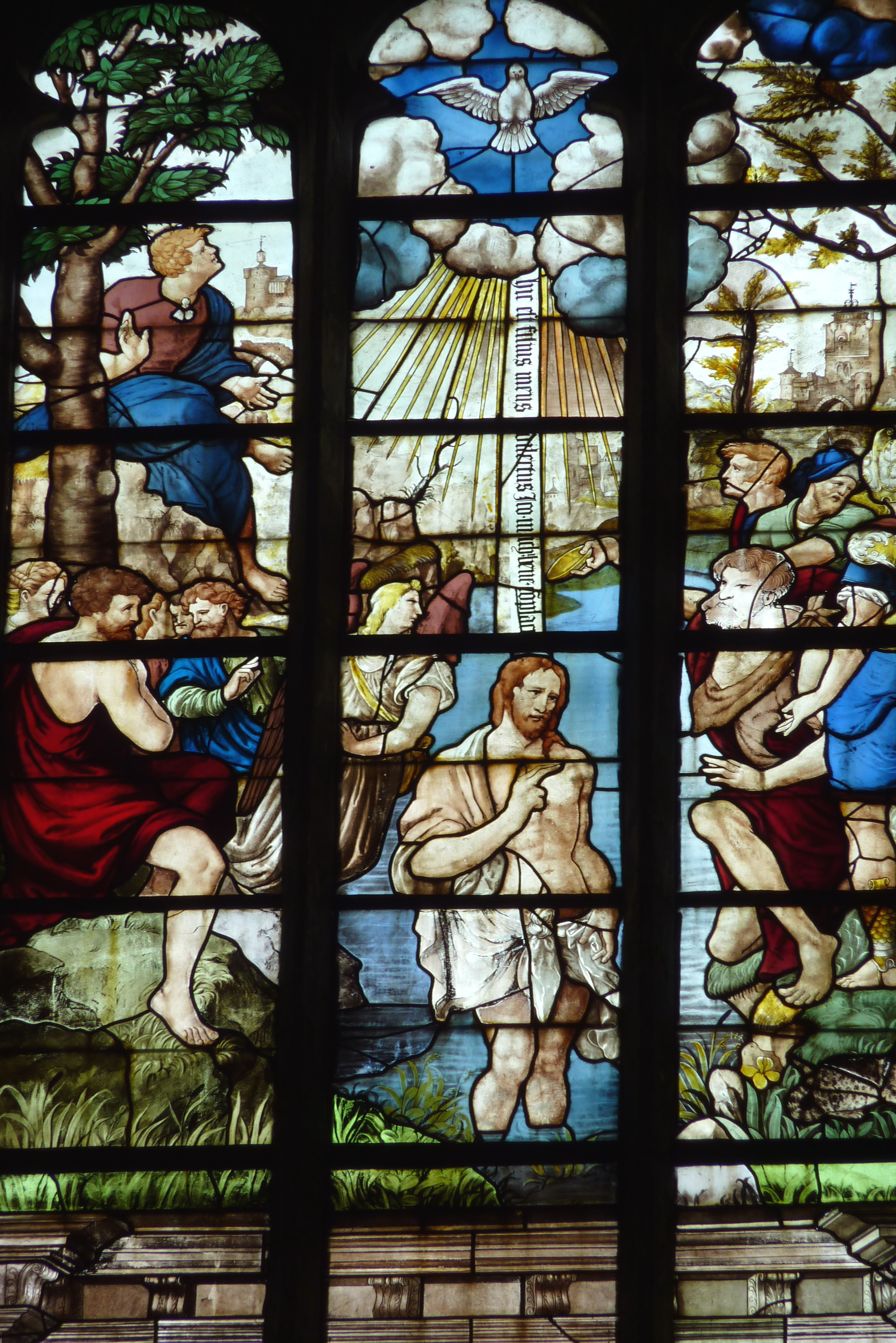
Taufe Jesu

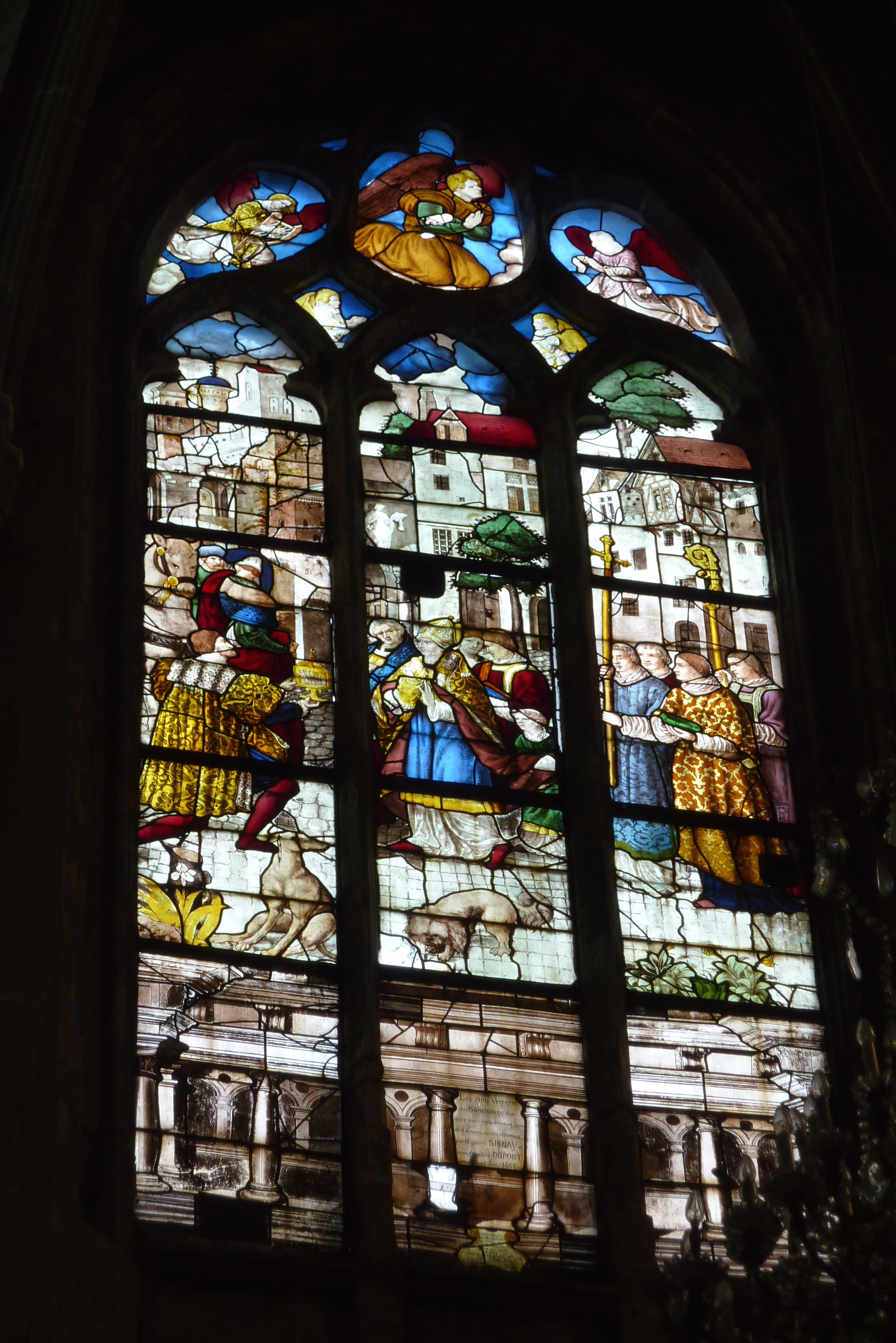
Übergabe der Reliquien von Johannes dem Täufer

Zwei große Bleiglasfenster im Chor stammen aus dem 16. Jahrhundert. Sie sind mit der Jahreszahl 1550 datiert und wurden von dem Glasmaler Laurent Marchant ausgeführt. Ein Fenster stellt die Taufe Jesu dar, das andere die Übergabe der Reliquien von Johannes dem Täufer durch Gauthier I. von Nemours an den Erzbischof von Sens vor dem Eingang zur Kirche.

### Bleiglasfenster aus dem 19. Jahrhundert
Die anderen drei großen Chorfenster haben die Geburt von Johannes dem Täufer, seine Predigt in der Wüste und seine Enthauptung zum Thema. Sie wurden wie die übrigen Fenster der Kirche im 19. Jahrhundert geschaffen. Die beiden Fenster mit der Darstellung der Geburt des Johannes und das Fenster mit der Darstellung seiner Enthauptung sind – wie das Fenster mit der Schlüsselübergabe an Petrus im Langhaus – mit der Signatur von Adrien Napoléon Cornuel versehen.
Die vier seitlichen, kleineren Chorfenster stellen im Norden die Auferweckung des Lazarus und den zwölfjährigen Jesus unter den Schriftgelehrten dar, im Süden die Verklärung des Herrn und Jesus und die Kinder.
Das Fenster der Scheitelkapelle ist den Geheimnissen des freudenreichen, des schmerzhaften und des glorreichen Rosenkranzes gewidmet. Es erinnert im Medaillon des Maßwerks an die Seeschlacht von Lepanto im Jahr 1571 und den Sieg der christlichen Flotte über das Osmanische Reich, der der Hilfe Marias zugeschrieben wird. Aus Dankbarkeit ließ Papst Pius V. das Rosenkranzfest einführen. Das Fenster trägt – wie das Fenster mit der Darstellung des Herzen Jesu – die Signatur der Gebrüder François und Ernest Haussaire, die in Reims eine Glasmalereiwerkstätte betrieben.
Auf anderen Fenstern sind die Hochzeit zu Kana, die Fußsalbung durch Maria Magdalena, die vier Evangelisten, die zwölf Apostel und andere Heilige dargestellt. Mehrere Fenster sind mit den Mariensymbolen versehen.

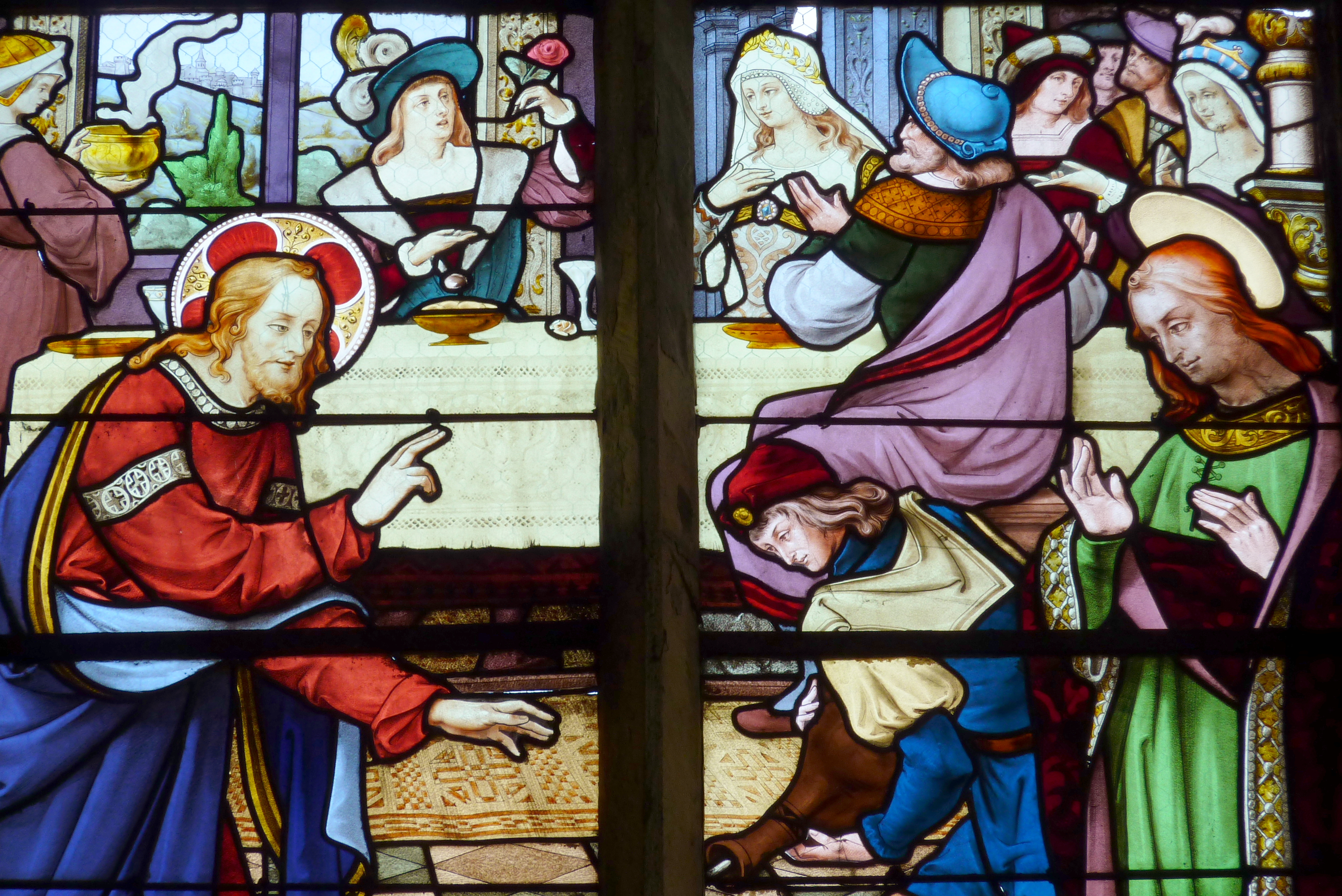
Hochzeit von Kana
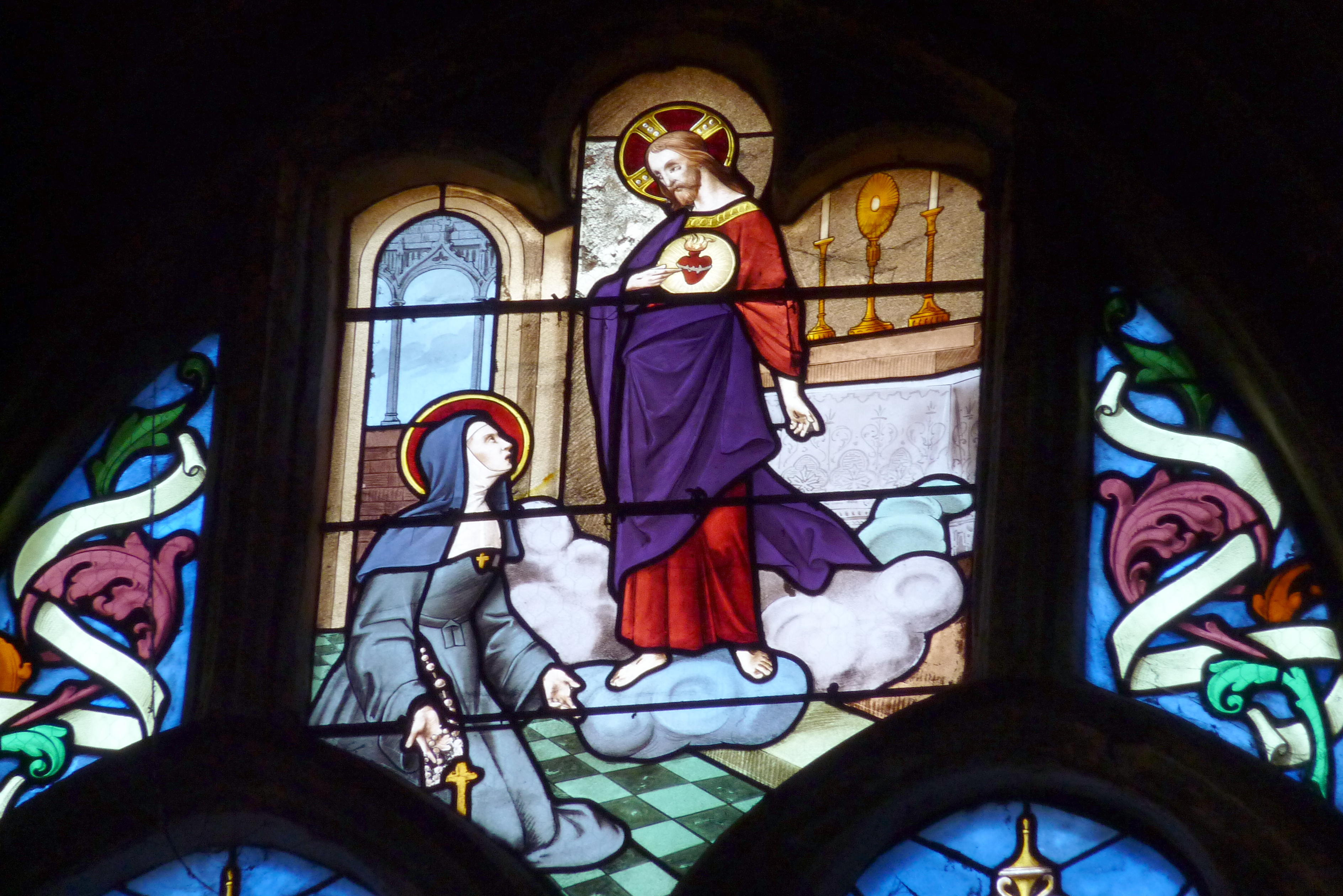
Herz Jesu
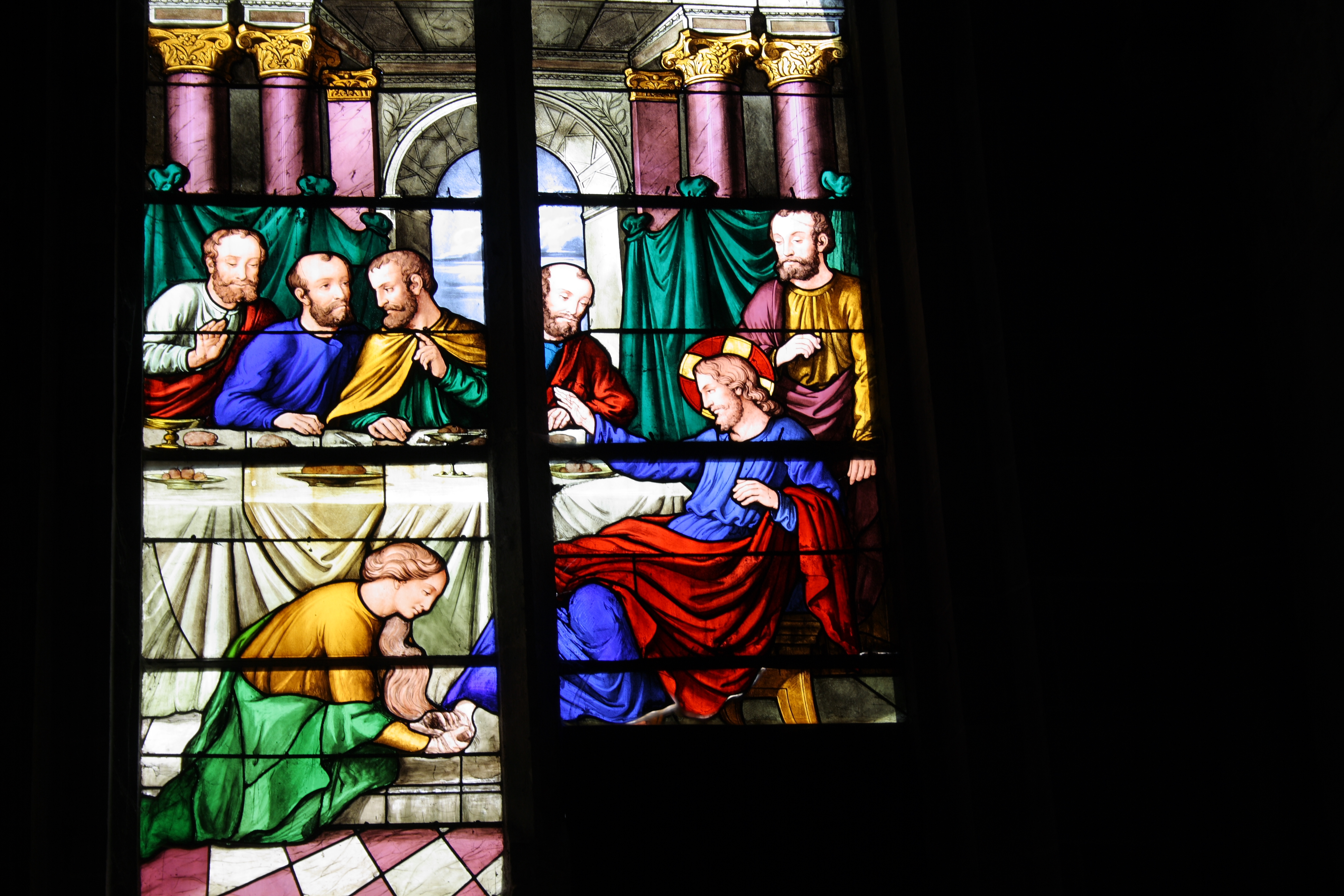
Fußsalbung
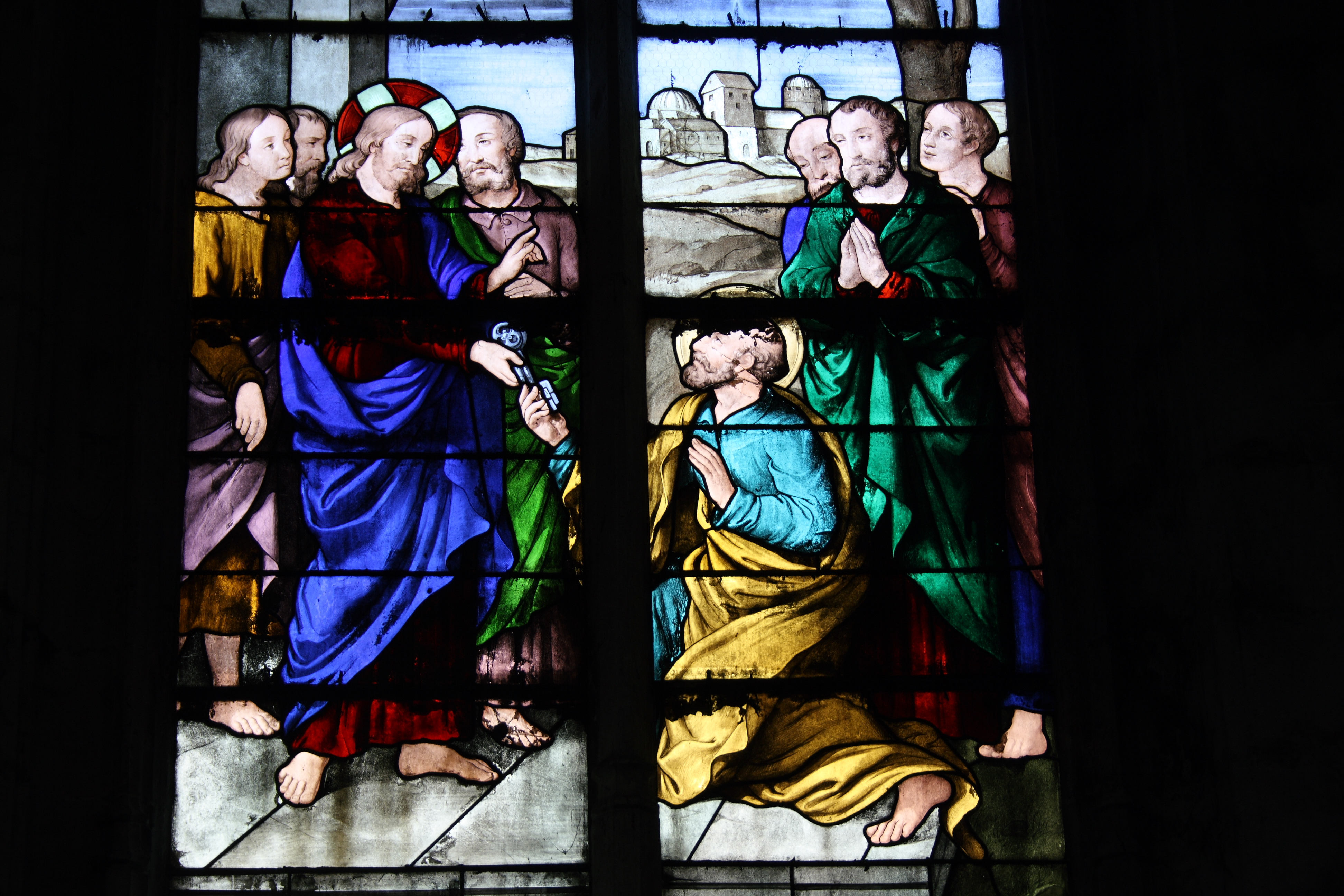
Schlüsselübergabe an Petrus
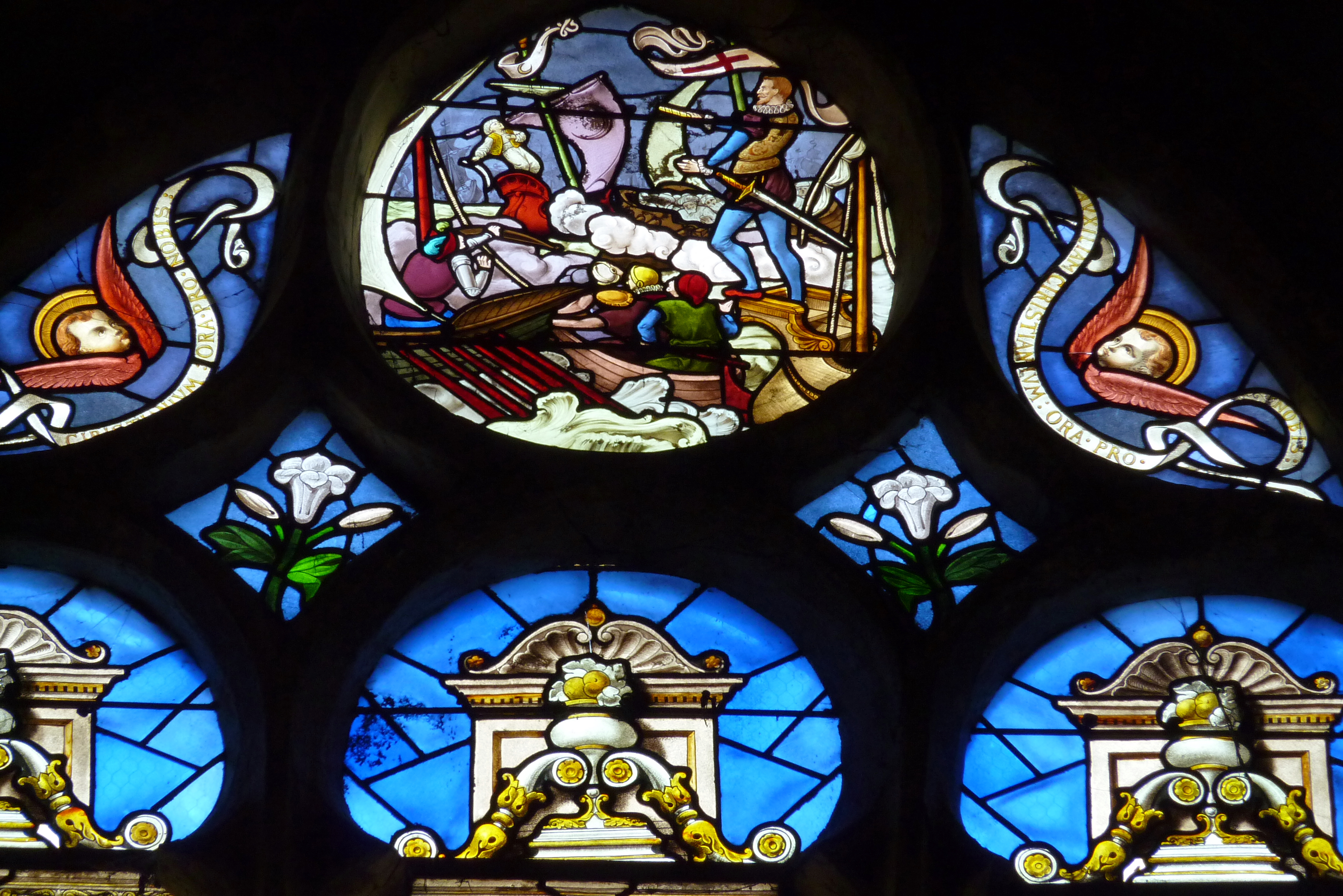
Seeschlacht von Lepanto

## Ausstattung

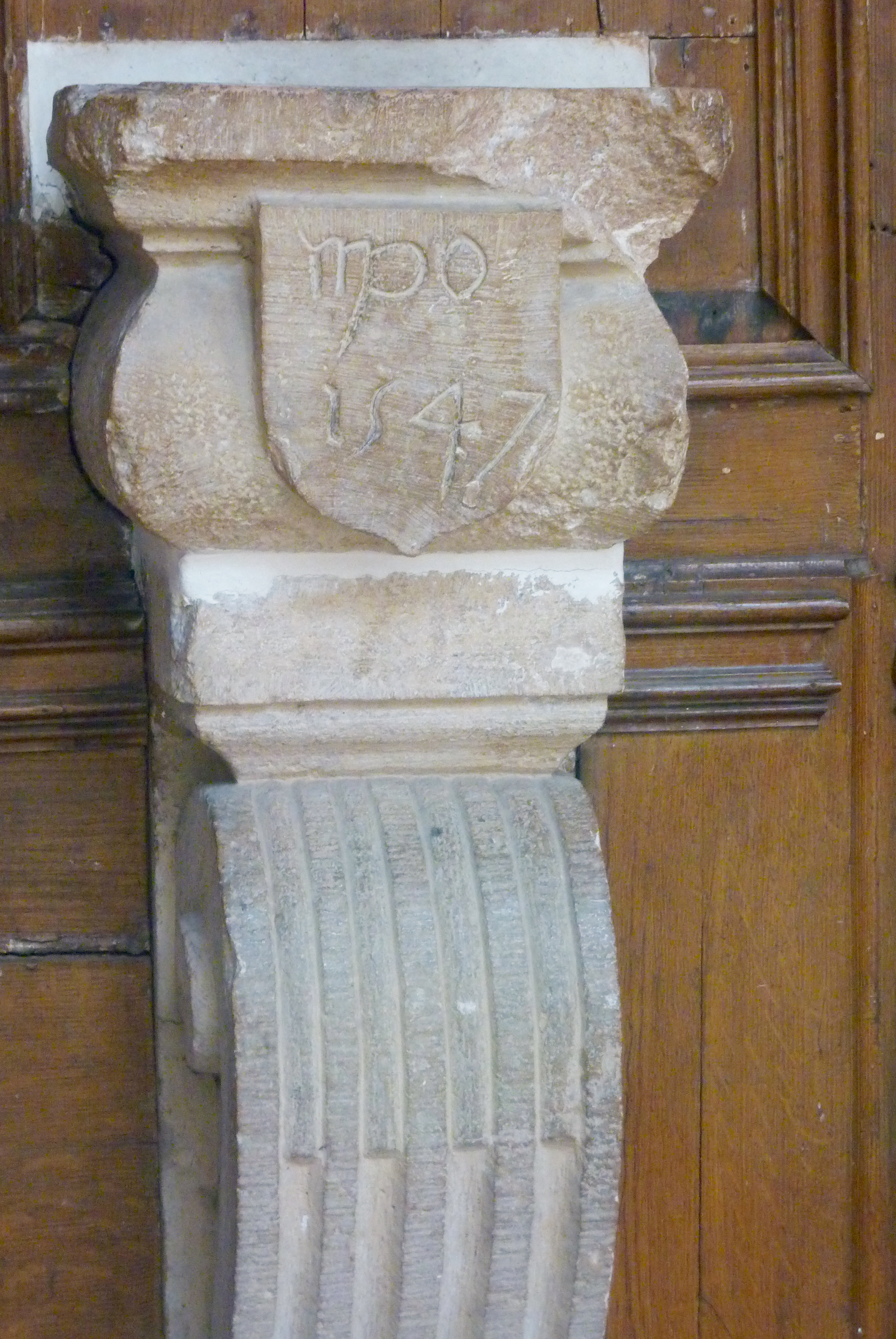
Weihwasserbecken

- Zwei Weihwasserbecken tragen die Jahreszahl 1547.
- Das Taufbecken wurde zu Beginn des 19. Jahrhunderts als Nachbildung des Taufbeckens der Kirche von Saint-Pierre-lès-Nemours aus dem Jahr 1640 geschaffen.
- Die gotisch inspirierte Chorschranke wurde 1890 angefertigt. Die kleinen Wappenschilder tragen die Namen von vor allem in den Diözesen Meaux, Orléans und Sens verehrten Heiligen und der Pfarreien des Dekanats Nemours.
- Die beiden Figuren am Eingang wurden von Justin-Chrysostome Sanson geschaffen und stellen rechts den Apostel Petrus und links den Schutzpatron der Kirche, Johannes den Täufer, dar.
- Von Justin-Chrysostome Sanson stammt auch die Bronzeskulptur der Pietà von 1869.

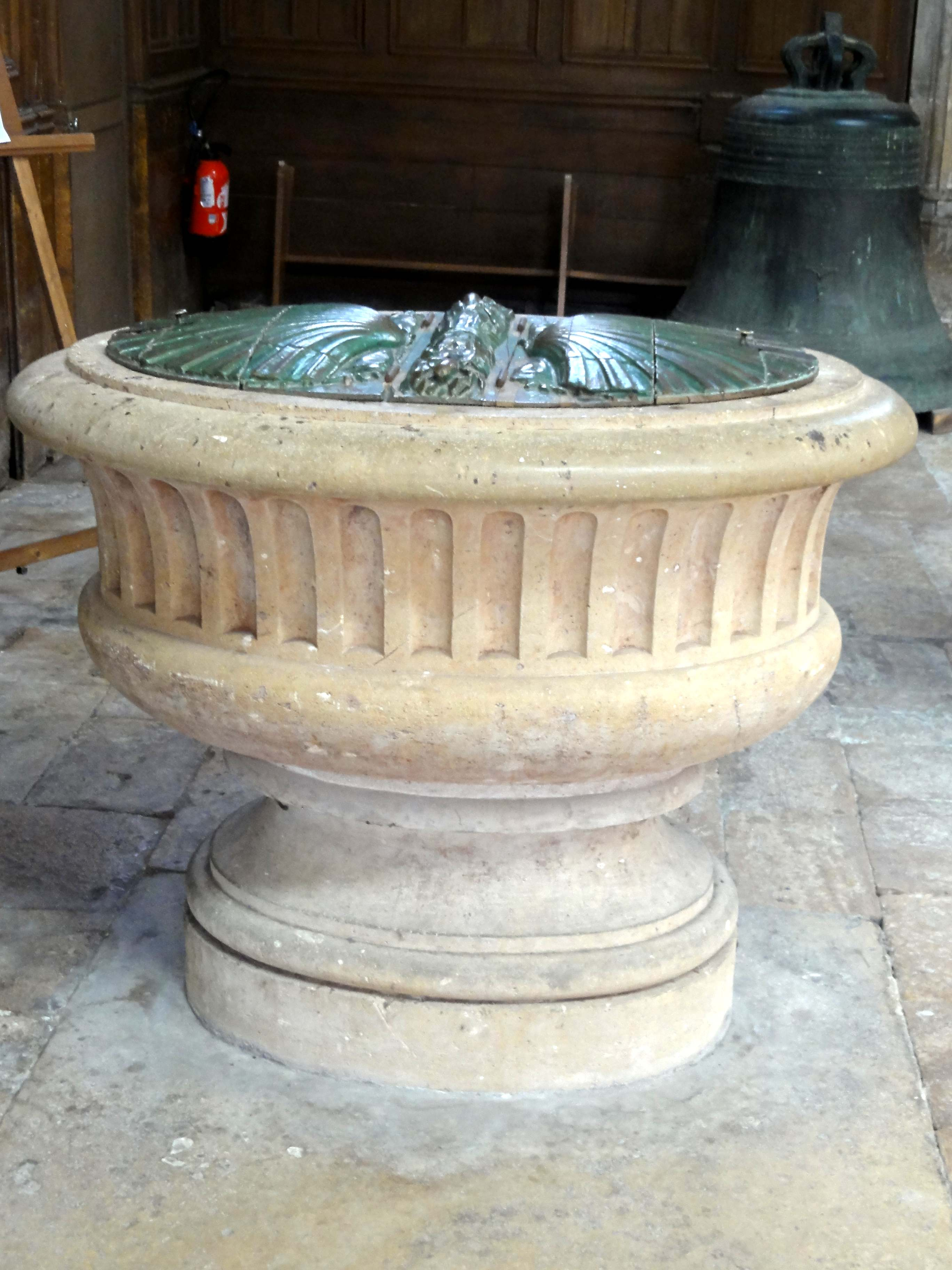
Taufbecken
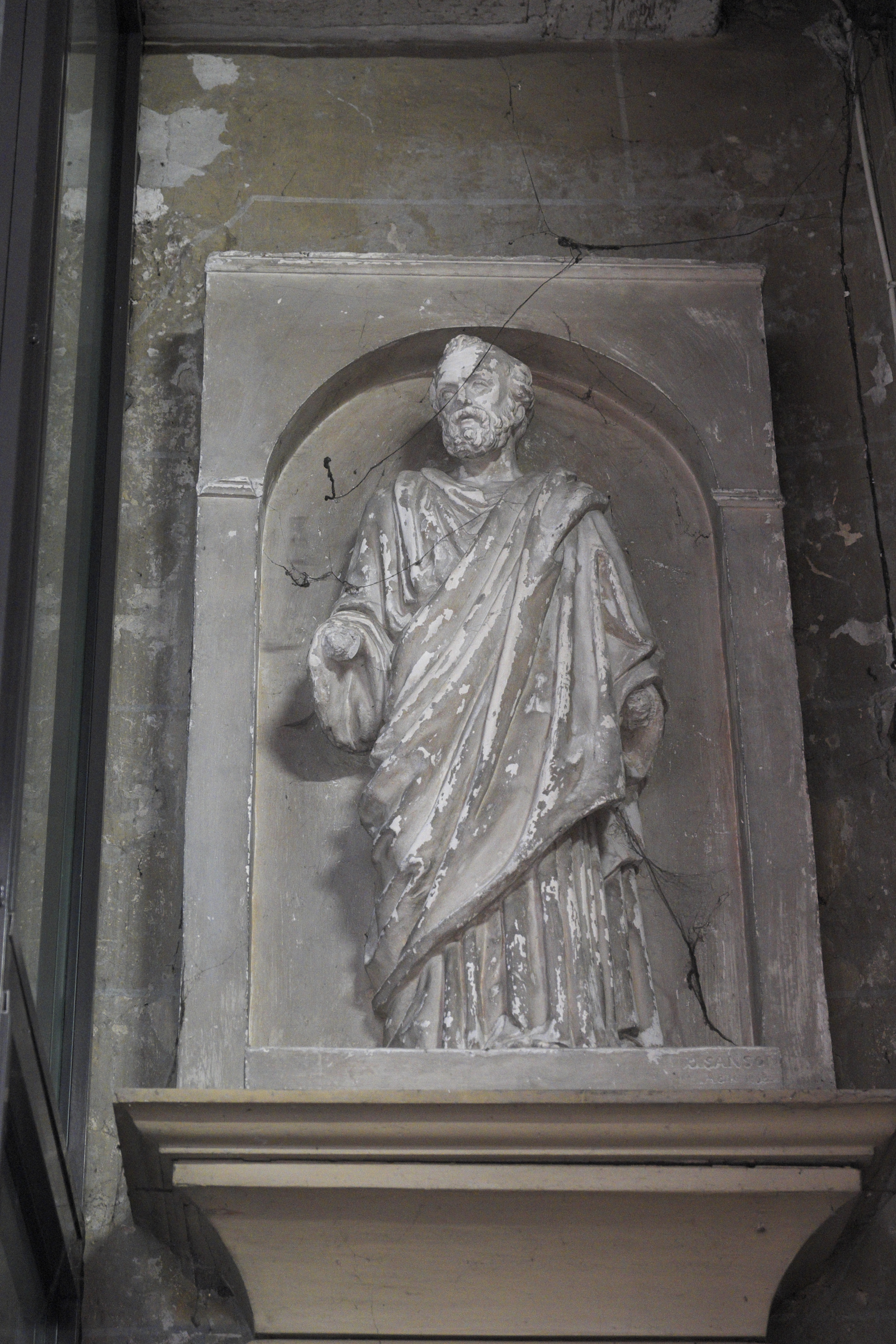
Apostel Petrus
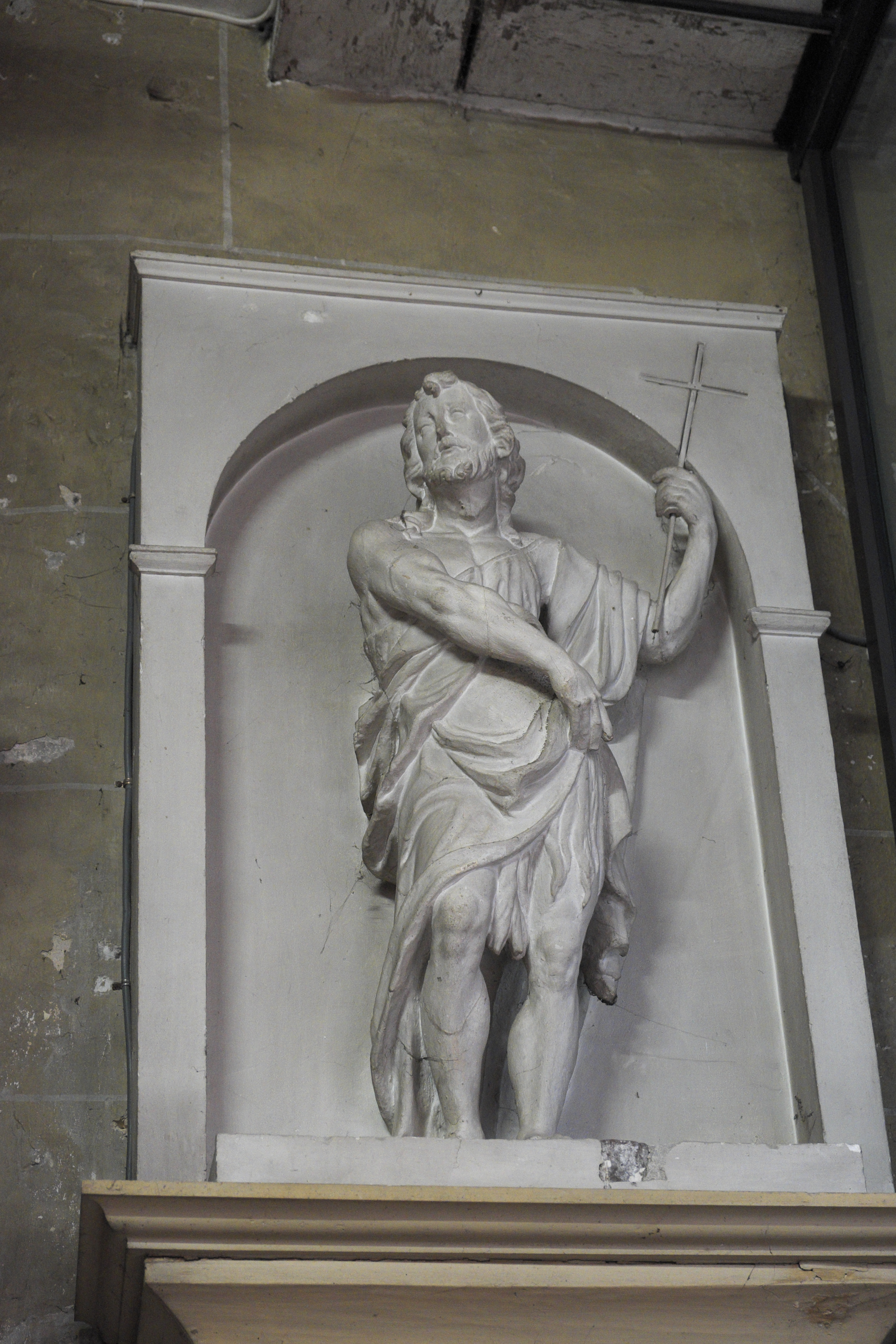
Johannes der Täufer
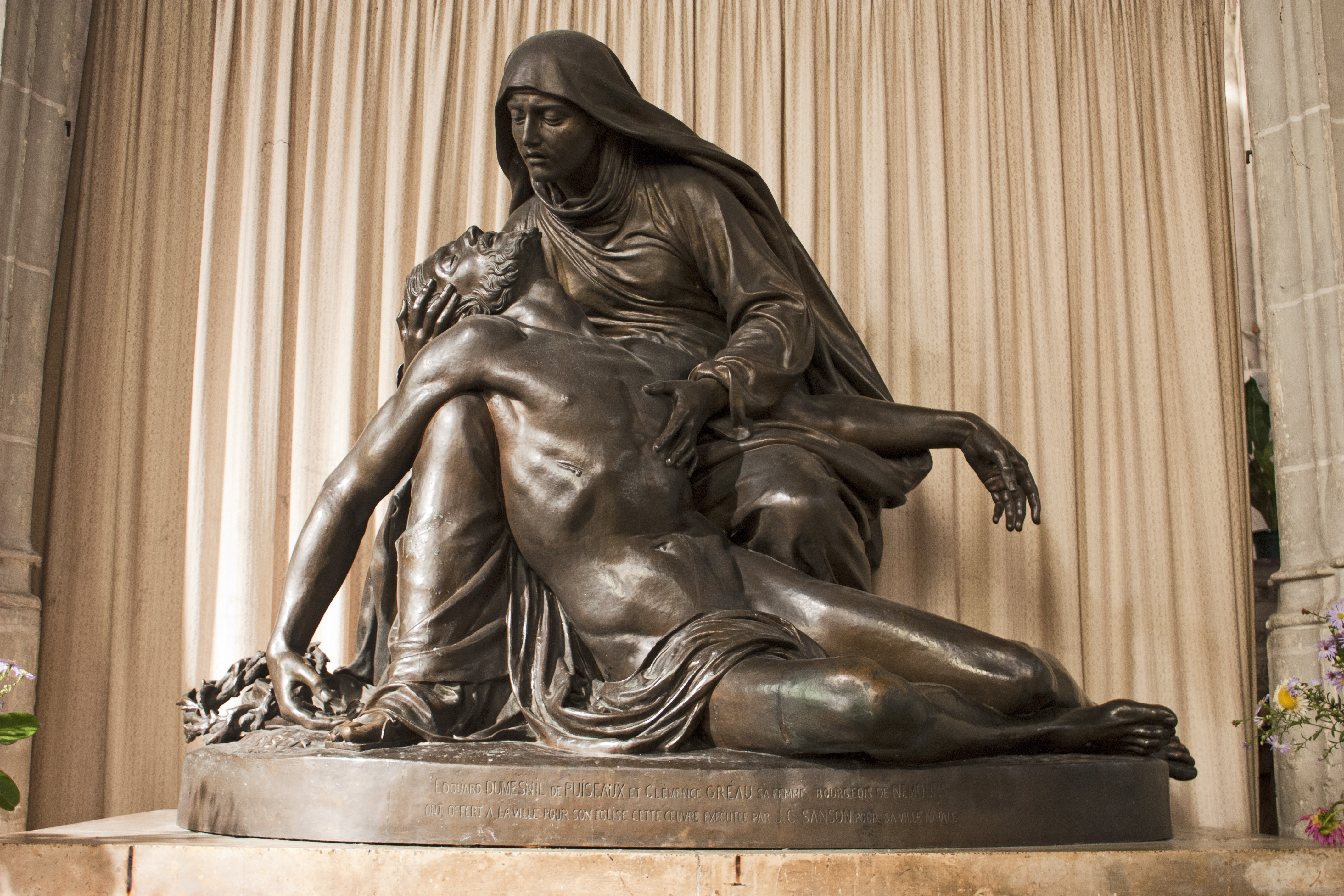
Pietà

## Orgel

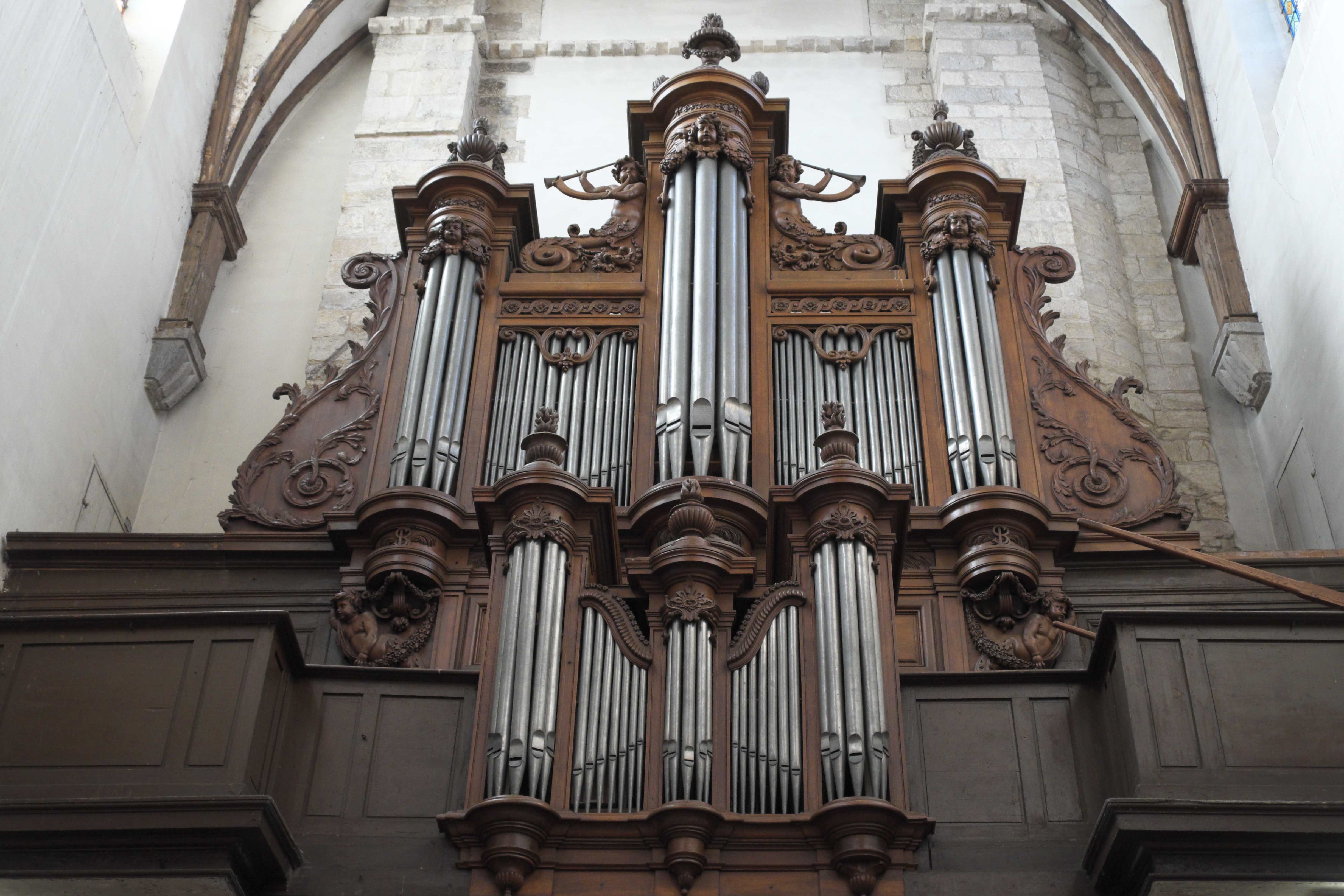
Orgel

Die Orgel wurde 1654 von den Pariser Orgelbauern Jacques Lefebvre und Pierre Désenclos geschaffen. 1744 fügte der Orgelbauer Nicolas Collard ein Rückpositiv mit 9 Registern hinzu. 1782 ergänzten die Orgelbauer François Callinet und Adrien Picart-Lépine das Instrument um einige Pedalregister. Das Instrument überstand die Wirren der Französischen Revolution unbeschadet. 1849 restaurierte Pierre-Alexandre Ducroquet (Orgelbau Daublaine & Callinet) das Instrument. 1929 wurde das Orgelgehäuse restauriert, 1933 bis 1934 wurde das Instrument durch die Orgelbauer Victor Gonzalez und Rudolf von Beckerath restauriert. 1934 wurde die Orgel in die Liste der Monuments historiques aufgenommen. Das Instrument hat 28 Register auf drei Manualwerken und Pedal. Es besteht weitgehend aus historischem Pfeifenmaterial aus dem 17. und 18. Jahrhundert.
| I Positif C,D–c3 |                    |        |
| 1.               | Bourdon            | 8′     |
| 2.               | Dessus de Flûte    | 8′     |
| 3.               | Prestant           | 4′     |
| 4.               | Nazard             | 2 ⁄3′  |
| 5.               | Doublette          | 2′     |
| 6.               | Tierce             | 1 3⁄5′ |
| 7.               | Plein-Jeu V        |        |
| 8.               | Cromorne           | 8′     |
| 9.               | Dessus de Hautbois | 8′     |

| II Grand Orgue C,D–c3 |                 |        |
| 10.                   | Montre          | 8′     |
| 11.                   | Bourdon         | 8′     |
| 12.                   | Dessus de Flûte | 8′     |
| 13.                   | Prestant        | 4′     |
| 14.                   | Nazard          | 2 ⁄3′  |
| 15.                   | Doublette       | 2′     |
| 16.                   | Quarte          | 2′     |
| 17.                   | Tierce          | 1 3⁄5′ |
| 18.                   | Fourniture IV   |        |
| 19.                   | Cymbale IV      |        |
| 20.                   | Cornet V        |        |
| 21.                   | Trompette       | 8′     |
| 22.                   | Voix humaine    | 8′     |
| 23.                   | Clairon         | 4′     |

| II Récit c1–c3 |          |
| 24.            | Cornet V |

| Pédale C–d1 |           |    |
| 25.         | Flûte     | 8′ |
| 26.         | Flûte     | 4′ |
| 27.         | Trompette | 8′ |
| 28.         | Clairon   | 4′ |